# Gamze
Gamze  è un nome proprio di persona turco femminile.

## Origine e diffusione
Il nome riprende il termine turco gamze, che significa "fossetta" e, quindi, per estensione il significato del prenome è quello di "donna con la fossetta".
Non si tratta di un nome particolarmente diffuso. In Turchia, questo nome, dagli anni ottanta del XX secolo in poi, conobbe la massima popolarità nel 2013, seguito dal 1984, il 2012 e il 1985.

## Onomastico
Il nome è adespota, non essendo portato da alcun santo. L'onomastico si può festeggiare il 1º novembre, giorno in cui cade la festa di Ognissanti.

## Persone
- Gamze Alikaya, pallavolista turca
- Gamze Bulut, atleta turca

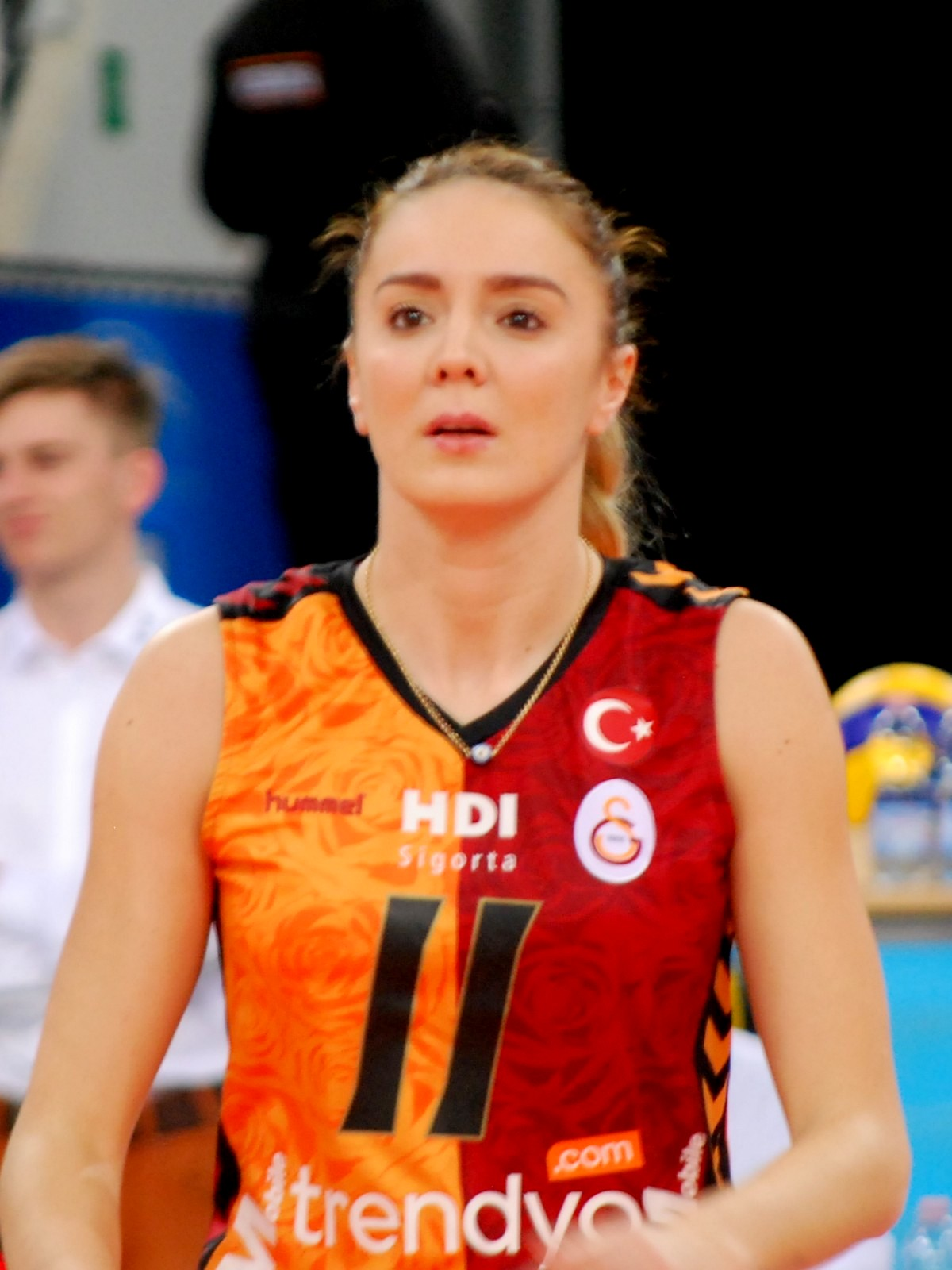
Gamze Alikaya

- Deniz Gamze Ergüven, regista e sceneggiatrice turca
- Gamze Tazim, attrice olandese di origine turca
- Gamze Elif Ulaş, hockeista su ghiaccio e pattinatrice artistica su ghiaccio turca